# SN 1971T
SN 1971T – supernowa odkryta 23 listopada 1971 roku w galaktyce NGC 1090. W momencie odkrycia miała maksymalną jasność 16,00m.